# آگرون (شاه لیدیه)
آگرون (حدود ۱۱۹۲ پیش از میلاد)، پادشاه افسانه‌ای لیدیه بود که توسط هرودوت به عنوان نخستین پادشاه سلسله هراکلیدای نامیده شده‌است. پیش از اینکه او تاج و تخت را به دست آورد، خاندان حاکم بر این سرزمین "سلسله مئونیا لیدوس" بوده‌اند که نام لیدیه نیز از آنها گرفته شده‌است. به گفته هرودوت، سلسله هراکلیدای در لیدیه در طول ۲۲ نسل و به مدت ۵۰۵ سال به طور مداوم سلطنت کردند.